# مسجد نور الهدى (سونغاي)
مسجد نور الهدى هو مسجد يقع في كامبونج سونغاي جاوي، جنوب ماتان هيلير كيتابانج غرب كاليمانتان، هذا المسجد هو واحد من أقدم المساجد في كيتابانج، بني في عام 1932، وكان هناك مسجد في عهد بنمبهان غوستي محمد سنان (1924 - 1943)، المسجد كان يسمى في الأصل مسجد الأصفر، ثم تغيير مع الوقت وأصبح اسمعه مسجد هدى نور في سونغاي جاوي.

## التاريخ
عادات الناس منذ وقت طويل أداء صلاة الجمعة، ثم تبضع مجموعة متنوعة من الأشياء بعد مغادرة المسجد، وكان المسجد الوحيد والمتاح هو مسجد كيدونجيرو في ماتان، وحتى الوصل للمسجد يحتاج أهل سونغاي لقطع الأميال الطويلة في الوقت محدود مع محدودية النقل في ذلك الوقت، ويستغرق ذلك قدرا كبير من الوقت للوصول إلى قرية كامبونج من سونغاي جاوي.
ثم جاءت فكرة لبناء مسجد في سوتغاي بدلا من التنقل الطويل لاداء صلاة الجمعة، وكانت فكرة الحاج محمد صالح. وطلب بعدها الاذن من السلطان بنمبهان غوستي محمد سنان لبناء المسجد، وسمح لهم، وطلب السلطان من أهل القرية أن يبنوا المسجد في مساحة 25 متر مربع من الطريق، وفي عام 1932 أنشأ مسجدا في القرية، وتم تعيين عثمان بن حسين ليكون أول إمام في المسجد، وبعد أربع سنوات تم نقل موقع المسجد لموقع المسد الحالي، وذلك بسبب إزالة الطريق الذي كان بجانب المسجد.